# LPT

LPT 핀 출력

LPT(Line Print Terminal)은 IBM PC 호환 병렬 포트 인터페이스의 이름이다. IBM의 8비트 확장 ASCII 문자열 집합을 사용했던 텍스트 프린터를 운영하기 위해 만들어진 것이다. 이 이름은 라인 프린터가 텍스트 프린터의 일반 용어로 자리잡았다는 사실에서 유래한다. 다른 장치의 호스트에 이은 그래픽 프린터는 시스템과 통신하기 위해 고안되었다. 이는 또한 여러 해 동안 de facto 산업 표준이었으며, 1990년대 말에 끝내 IEEE 1284 표준으로 자리잡았다. 오늘날 병렬 포트 인터페이스는 USB와 파이어와이어 장치가 쓰이면서 점점 쓰이지 않고 있다.

## 역사
1980년대, 1990년대의 대부분의 PC 호환 시스템은 다음과 같이 정의된 통신 인터페이스가 포함된 한 두 개의 포트를 갖고 있었다.
- LPT1: 입출력 포트 0x378, IRQ 7
- LPT2: 입출력 포트 0x278, IRQ 5

일부 시스템은 LPT3 포트도 갖고 있었지만 제대로 정의되지는 않았다. 사실 컴퓨터가 두 개 이상의 LPT 포트를 사용하는 일은 드물다.
다양한 장치는 병렬 포트에서 동작하도록 고안되었다. 대부분은 단방향 장치였고, PC에서 송신된 정보에 반응만 한다는 것을 뜻한다. 그러나 ZIP 드라이브와 같은 일부 장치들은 양방향 모드로 동작한다. 프린터는 또한 송신될 정보의 다양한 정보를 보고하기 위해 양방향 시스템을 사용하였다.
MS-DOS, PC-DOS에서, 병렬 포트는 명령 줄에 직접 접근할 수 있다. 이를테면, "type c:\autoexec.bat > LPT1"는 AUTOEXEC.BAT의 내용을 프린터 포트에 내보낸다. PRN 장치는 LPT1의 하나로 사용할 수도 있었다. "print"라는 특별한 명령어도 존재하였는데 이와 같은 결과를 보여 준다. 마이크로소프트 윈도우는 이러한 기능이 잘 드러나 있지 않으나 아직도 이러한 방법을 많은 경우에 사용하고 있다. 리눅스 운영 체제에서는, 첫 LPT 포트를 파일 시스템 /dev/lp0을 통해 사용할 수 있다.

## 핀 출력
LPT 포트의 데이터 전송 속도는 초당 12,000 킬로비트에 이르며, LPT 포트는 다음과 같이 이루어져 있다.
- 8비트의 병렬 데이터 버스
- 제어 출력을 위한 4핀
  - 스트로브(Strobe)
  - 라인피드(Linefeed)
  - 이니셜라이즈(Initialize)
  - 셀렉트 인(Select In)
- 제어 입력을 위한 5핀
  - ACK
  - 사용 중
  - 선택
  - 오류
  - 종이 출력

## 같이 보기
- COM 포트
- 강화 병렬 포트 (SPP, EPP, ECP)